# Idris semicastaneus
Idris semicastaneus är en stekelart som först beskrevs av Jean-Jacques Kieffer 1908.  Idris semicastaneus ingår i släktet Idris och familjen Scelionidae. Inga underarter finns listade i Catalogue of Life.